# 萨拉瓦蒂王国

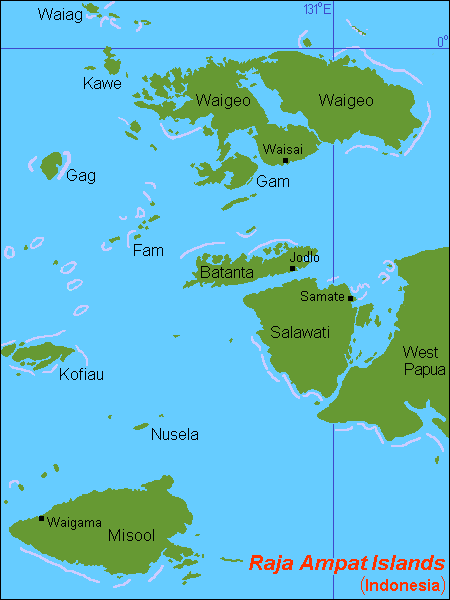
拉贾安帕群岛地图，萨拉瓦蒂王国的首都萨马特位于萨拉瓦蒂岛上。

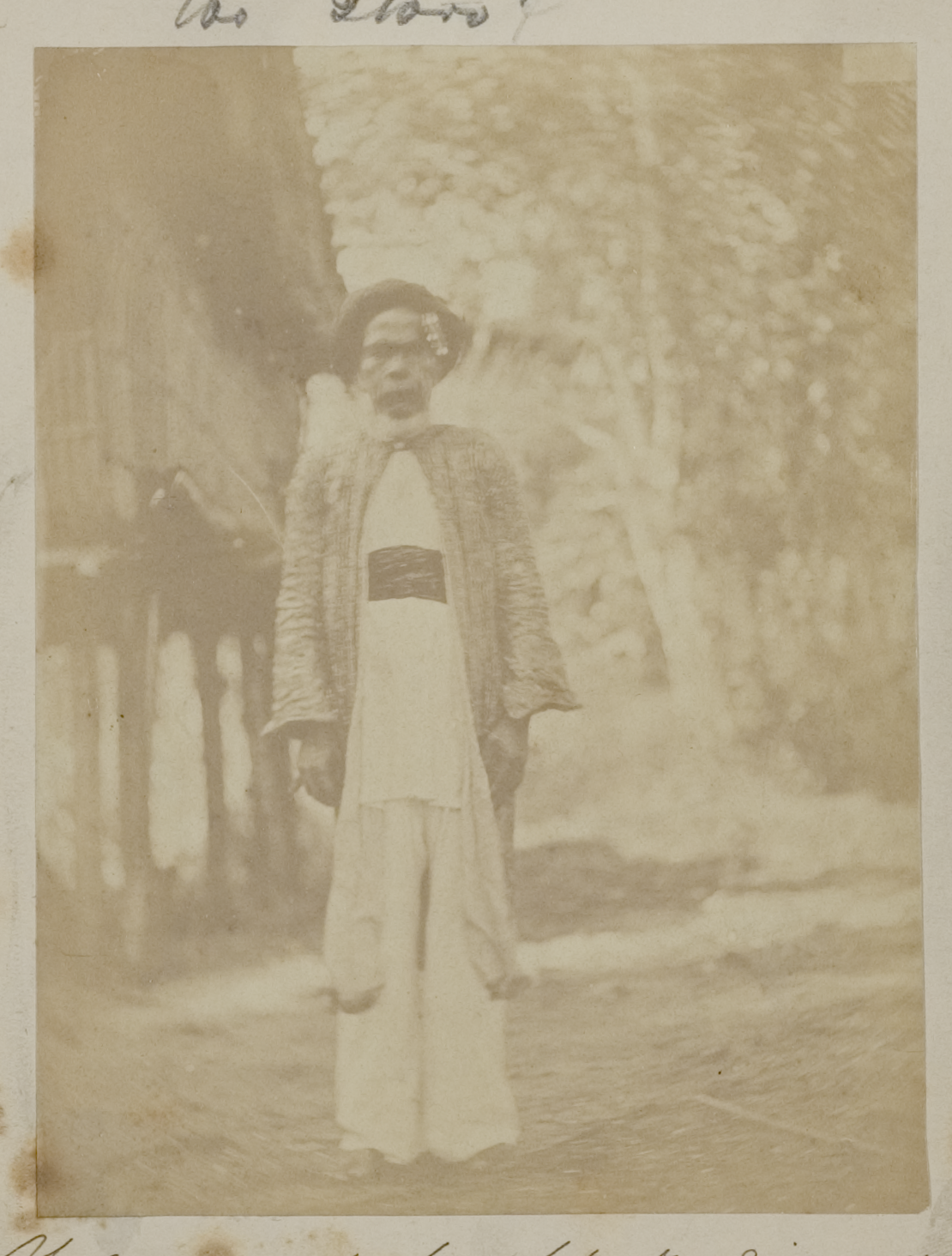
萨拉瓦蒂王国君主阿卜杜勒·卡西姆，约摄于1890年

萨拉瓦蒂王国是一个位于今印度尼西亚西南巴布亚省拉贾安帕特县萨拉瓦蒂岛上的伊斯兰教王国。该王国的统治中心位于今北萨拉瓦蒂区的萨马特村。该国建立于16世纪之前。是蒂多雷苏丹国的附庸国之一。其君主采用“芬”、“科拉诺”、“古拉贝西”等头衔。
萨拉瓦蒂王国由一位来自卫吉岛的君主建立，他名为芬·马拉班或芬·图桑，是阿尔凡小氏族（属于巴布亚人）的祖先。不过，即便在芬·马拉班从卫吉岛到来之前，萨拉瓦蒂已经存在拥有“雷焦”或“贾贾”头衔的统治者，这两个词在马亚语中意为“地主”。当时他们决定进行一次“吃饭比赛”，结果芬·马拉班赢得比赛，因此当地的统治者便归顺于他。
伊斯兰教传入米苏尔岛乃至整个拉贾安帕特群岛，与萨拉瓦蒂王国的作用密不可分。
萨拉瓦蒂王国的领土包括部分位于新幾內亞島沿海地区的土地、萨拉瓦蒂岛北部（从瓦利安村到卡瓦尔村之间）、巴丹塔岛东部（从苏伊河到达扬岛），以及周围的小岛（如杜姆岛、杰夫曼岛和森纳潘岛）。瓦伊格岛西部，从瓦维亚伊村到萨尔约村的部分地区，也是萨拉瓦蒂王国的一部分。在新几内亚岛，萨拉瓦蒂王国的势力范围从西部的阿斯巴肯和马克邦地区，一直延伸至位于索龙南方的卡蒂明海岸。
目前，萨拉瓦蒂王室仍然保留，但没有正式的政治权力。